# 河口村 (卢氏县)
河口村，中华人民共和国河南省三门峡市卢氏县徐家湾乡所辖的一个行政村，距乡驻地15公里处。全村共276户，1036人，分为13个居民组。耕地面积795亩。  行政区划代码411224208209。